# 산상(山上)에 서다
《산상(山上)에 서다》는 1981년 11월 7일에 방영된 TV문학관이다.

## 줄거리
용일(한진희)은 대학을 졸업한 청년이다. 용일은 졸업을 계기로 잃어버린 용기와 가능성의 돌파구를 찾아 스스로 열차를 타고 탄광촌으로 들어간다. 그곳에는 시한부 생명의 광부와 결혼하고 보상금 수령만 기다리는 술집 여성, 광부들의 임금을 착복하는 악덕 탄광소장과 이같은 부조리에 절망하고 체념한 광부들이 있었다. 이같은 탄광촌의 실정에 분노한 용일은 약자인 광부들을 위해 발벗고 나서기로 결심하고...

## 출연
- 한진희
- 안해숙
- 송승환
- 김인문
- 김보미
- 김봉근
- 이치우
- 장항선
- 이신재
- 연운경
- 정해창
- 안영주
- 박혜숙
- 김진해
- 박정웅
- 박승규
- 반문섭
- 조재훈
- 오중훈
- 임영식
- 임성희
- 고소희
- 이은경
- 이여진
- 황범식
- 이원종
- 송동섭
- 안대진